# Leucochrysa ratcliffei
Leucochrysa ratcliffei är en insektsart som beskrevs av Penny 2001. Leucochrysa ratcliffei ingår i släktet Leucochrysa och familjen guldögonsländor. Inga underarter finns listade i Catalogue of Life.